# Nizoldypina
Nizoldypina (łac. nisoldipinum) – wielofunkcyjny organiczny związek chemiczny z grupy pirydyn, lek stosowany w leczeniu nadciśnienia tętniczego, o działaniu blokującym wolne kanały wapniowe.

## Mechanizm działania
Nizoldypina jest antagonistą kanału wapniowego działającym na wolne kanały wapniowe, którego maksymalny efekt następuje po 9,2 godzinach od podania.

## Zastosowanie
- nadciśnienie tętnicze[4]

W 2015 roku nizoldypina nie była dopuszczona do obrotu w Polsce.

## Działania niepożądane
Nizoldypina może powodować następujące działania niepożądane:
- ból głowy
- zawroty głowy
- zaburzenia snu
- obrzęki obwodowe
- zaczerwienienie twarzy
- uczucie ciepła
- tachykardia
- hipotensja ortostatyczna
- nadwrażliwość skórna
- przerost dziąseł
- kołatanie serca